# Skilanglauf-Alpencup 2018/19
Der Skilanglauf-Alpencup 2018/19 war eine von der FIS organisierte Wettkampfserie, die zum Unterbau des Skilanglauf-Weltcups 2018/19 gehörte. Sie begann am 8. Dezember 2017 in Prémanon und endete am 17. März 2019 in Oberwiesenthal. Die Gesamtwertung der Männer gewann der Franzose Valentin Chauvin der vier der insgesamt 14 Rennen gewinnen konnte. Bei den Frauen wurde wie im Vorjahr Antonia Fräbel Erste in der Gesamtwertung. Sie holte fünf Siege.

## Männer

### Resultate
| 1. Alpencup in Prémanon, 8. und 9. Dezember 2018 | 1. Alpencup in Prémanon, 8. und 9. Dezember 2018 | 1. Alpencup in Prémanon, 8. und 9. Dezember 2018 | 1. Alpencup in Prémanon, 8. und 9. Dezember 2018 | 1. Alpencup in Prémanon, 8. und 9. Dezember 2018 |
| ------------------------------------------------ | ------------------------------------------------ | ------------------------------------------------ | ------------------------------------------------ | ------------------------------------------------ |
| Datum                                            | Disziplin                                        | Erster Platz                                     | Zweiter Platz                                    | Dritter Platz                                    |
| 8. Dezember 2018                                 | 10 km klassisch                                  | Wettbewerb abgesagt                              | Wettbewerb abgesagt                              | Wettbewerb abgesagt                              |
| 9. Dezember 2018                                 | 15 km Freistil                                   | Wettbewerb abgesagt                              | Wettbewerb abgesagt                              | Wettbewerb abgesagt                              |

| 2. Alpencup in Valdidentro, 21. bis 23. Dezember 2018 | 2. Alpencup in Valdidentro, 21. bis 23. Dezember 2018 | 2. Alpencup in Valdidentro, 21. bis 23. Dezember 2018 | 2. Alpencup in Valdidentro, 21. bis 23. Dezember 2018 | 2. Alpencup in Valdidentro, 21. bis 23. Dezember 2018 |
| ----------------------------------------------------- | ----------------------------------------------------- | ----------------------------------------------------- | ----------------------------------------------------- | ----------------------------------------------------- |
| Datum                                                 | Disziplin                                             | Erster Platz                                          | Zweiter Platz                                         | Dritter Platz                                         |
| 21. Dezember 2018                                     | Sprint Freistil                                       | Richard Jouve                                         | Valentin Chauvin                                      | Jöri Kindschi                                         |
| 22. Dezember 2018                                     | 15 km Freistil                                        | Andreas Katz                                          | Thomas Bing                                           | Hugo Buffard                                          |
| 23. Dezember 2018                                     | 15 km klassisch Massenstart                           | Maurice Manificat                                     | Maicol Rastelli                                       | Beda Klee                                             |

| 3. Alpencup in Nové Město na Moravě, 4. bis 6. Januar 2019 | 3. Alpencup in Nové Město na Moravě, 4. bis 6. Januar 2019 | 3. Alpencup in Nové Město na Moravě, 4. bis 6. Januar 2019 | 3. Alpencup in Nové Město na Moravě, 4. bis 6. Januar 2019 | 3. Alpencup in Nové Město na Moravě, 4. bis 6. Januar 2019 |
| ---------------------------------------------------------- | ---------------------------------------------------------- | ---------------------------------------------------------- | ---------------------------------------------------------- | ---------------------------------------------------------- |
| Datum                                                      | Disziplin                                                  | Erster Platz                                               | Zweiter Platz                                              | Dritter Platz                                              |
| 4. Januar 2019                                             | Sprint klassisch                                           | Valentin Chauvin                                           | Gilberto Panisi                                            | Michal Novák                                               |
| 5. Januar 2019                                             | 15 km Freistil                                             | Robin Duvillard                                            | Michal Novák                                               | Hugo Buffard                                               |
| 6. Januar 2019                                             | 30 km klassisch Massenstart                                | Valentin Chauvin                                           | Ueli Schnider                                              | Simone Dapra                                               |

| 4. Alpencup in Planica, 8. bis 10. Februar 2019 | 4. Alpencup in Planica, 8. bis 10. Februar 2019 | 4. Alpencup in Planica, 8. bis 10. Februar 2019 | 4. Alpencup in Planica, 8. bis 10. Februar 2019 | 4. Alpencup in Planica, 8. bis 10. Februar 2019 |
| ----------------------------------------------- | ----------------------------------------------- | ----------------------------------------------- | ----------------------------------------------- | ----------------------------------------------- |
| Datum                                           | Disziplin                                       | Erster Platz                                    | Zweiter Platz                                   | Dritter Platz                                   |
| 8. Februar 2019                                 | Sprint Freistil                                 | Claudio Muller                                  | Tom Mancini                                     | Giacomo Gabrielli                               |
| 9. Februar 2019                                 | 15 km klassisch                                 | Alexei Poltoranin                               | Karel Tammjärv                                  | Dominik Bury                                    |
| 10. Februar 2019                                | 20 km Freistil Massenstart                      | Max Hauke                                       | Dominik Bury                                    | Bernhard Tritscher                              |

| 5. Alpencup am Le Brassus, 2. bis 3. März 2019 | 5. Alpencup am Le Brassus, 2. bis 3. März 2019 | 5. Alpencup am Le Brassus, 2. bis 3. März 2019 | 5. Alpencup am Le Brassus, 2. bis 3. März 2019 | 5. Alpencup am Le Brassus, 2. bis 3. März 2019 |
| ---------------------------------------------- | ---------------------------------------------- | ---------------------------------------------- | ---------------------------------------------- | ---------------------------------------------- |
| Datum                                          | Disziplin                                      | Erster Platz                                   | Zweiter Platz                                  | Dritter Platz                                  |
| 2. März 2019                                   | 15 km Freistil                                 | Hugo Lapalus                                   | Jean Tiberghien                                | Hugo Buffard                                   |
| 3. März 2019                                   | 15 km klassisch Verfolgung                     | Valentin Chauvin                               | Jean Tiberghien                                | Hugo Lapalus                                   |

| 6. Alpencup in Oberwiesenthal, 15. bis 17. März 2019 | 6. Alpencup in Oberwiesenthal, 15. bis 17. März 2019 | 6. Alpencup in Oberwiesenthal, 15. bis 17. März 2019 | 6. Alpencup in Oberwiesenthal, 15. bis 17. März 2019 | 6. Alpencup in Oberwiesenthal, 15. bis 17. März 2019 |
| ---------------------------------------------------- | ---------------------------------------------------- | ---------------------------------------------------- | ---------------------------------------------------- | ---------------------------------------------------- |
| Datum                                                | Disziplin                                            | Erster Platz                                         | Zweiter Platz                                        | Dritter Platz                                        |
| 15. März 2019                                        | Sprint Freistil                                      | Janik Riebli                                         | Erwan Käser                                          | Clement Arnault                                      |
| 16. März 2019                                        | 15 km klassisch Massenstart                          | Valentin Chauvin                                     | Clement Arnault                                      | Ueli Schnider                                        |
| 17. März 2019                                        | 15 km Freistil Verfolgung                            | Clement Arnault                                      | Simone Dapra                                         | Valentin Mättig                                      |

### Gesamtwertung Männer
| Rang | Name             | Punkte |
| ---- | ---------------- | ------ |
| 1.   | Valentin Chauvin | 675    |
| 2.   | Jean Tiberghien  | 484    |
| 3.   | Simone Dapra     | 387    |
| 4.   | Clement Arnault  | 372    |
| 5.   | Hugo Lapalus     | 348    |
| 6.   | Ueli Schnider    | 317    |
| 7.   | Cedric Steiner   | 289    |
| 8.   | Hugo Buffard     | 269    |
| 9.   | Valentin Mättig  | 265    |
| 10.  | Dajan Danuser    | 223    |
| 11.  | Robin Duvillard  | 222    |
| 12.  | Luis Stadlober   | 207    |
| 13.  | Paolo Ventura    | 205    |
| 14.  | Erwan Käser      | 199    |

| Rang | Name               | Punkte |
| ---- | ------------------ | ------ |
| 15.  | Tom Mancini        | 193    |
| 16.  | Janik Riebli       | 185    |
| 17.  | Claudio Muller     | 184    |
| 18.  | Richard Jouve      | 177    |
| 19.  | Beda Klee          | 158    |
| 20.  | Albert Kuchler     | 149    |
| 21.  | Martin Coradazzi   | 148    |
| 22.  | Michal Novák       | 140    |
| 23.  | Giacomo Gabrielli  | 137    |
| 24.  | Robin Duvillard    | 136    |
| 24.  | Camille Laude      | 136    |
| 26.  | Marius Danuser     | 127    |
| 27.  | Richard Leupold    | 125    |
| 27.  | Bernhard Tritscher | 125    |

| Rang | Name              | Punkte |
| ---- | ----------------- | ------ |
| 29.  | Miroslav Rypl     | 119    |
| 30.  | Tobias Habenicht  | 112    |
| 31.  | Thomas Bing       | 104    |
| 32.  | Marino Capelli    | 103    |
| 32.  | Gilberto Panisi   | 103    |
| 34.  | Mikael Abram      | 101    |
| 35.  | Max Hauke         | 100    |
| 35.  | Andreas Katz      | 100    |
| 35.  | Maurice Manificat | 100    |
| 38.  | Alexandre Pouyé   | 96     |
| 39.  | Renaud Jay        | 95     |
| 39.  | Maicol Rastelli   | 95     |

| Endstand (Top 10) |                  |        |
| \| Rang \| Name \| Punkte \| \| ---- \| ---------------- \| ------ \| \| 01 \| Jules Chappaz \| 987 \| \| 02 \| Luca Del Fabbro \| 667 \| \| 03 \| Florian Knopf \| 640 \| \| 04 \| Davide Graz \| 606 \| \| 05 \| Friedrich Moch \| 595 \| \| 06 \| Théo Schely \| 451 \| \| 07 \| Cyril Fähndrich \| 377 \| \| 08 \| Mathieu Goalabre \| 327 \| \| 09 \| Anian Sossau \| 320 \| \| 10 \| Jakob Milz \| 301 \| |                  |        |
| Rang | Name             | Punkte |
| 01 | Jules Chappaz    | 987    |
| 02 | Luca Del Fabbro  | 667    |
| 03 | Florian Knopf    | 640    |
| 04 | Davide Graz      | 606    |
| 05 | Friedrich Moch   | 595    |
| 06 | Théo Schely      | 451    |
| 07 | Cyril Fähndrich  | 377    |
| 08 | Mathieu Goalabre | 327    |
| 09 | Anian Sossau     | 320    |
| 10 | Jakob Milz       | 301    |

## Frauen

### Resultate
| 1. Alpencup in Prémanon, 8. und 9. Dezember 2018 | 1. Alpencup in Prémanon, 8. und 9. Dezember 2018 | 1. Alpencup in Prémanon, 8. und 9. Dezember 2018 | 1. Alpencup in Prémanon, 8. und 9. Dezember 2018 | 1. Alpencup in Prémanon, 8. und 9. Dezember 2018 |
| ------------------------------------------------ | ------------------------------------------------ | ------------------------------------------------ | ------------------------------------------------ | ------------------------------------------------ |
| Datum                                            | Disziplin                                        | Erster Platz                                     | Zweiter Platz                                    | Dritter Platz                                    |
| 8. Dezember 2018                                 | 5 km klassisch                                   | Wettbewerb abgesagt                              | Wettbewerb abgesagt                              | Wettbewerb abgesagt                              |
| 9. Dezember 2018                                 | 10 km Freistil                                   | Wettbewerb abgesagt                              | Wettbewerb abgesagt                              | Wettbewerb abgesagt                              |

| 2. Alpencup in Valdidentro, 21. bis 23. Dezember 2018 | 2. Alpencup in Valdidentro, 21. bis 23. Dezember 2018 | 2. Alpencup in Valdidentro, 21. bis 23. Dezember 2018 | 2. Alpencup in Valdidentro, 21. bis 23. Dezember 2018 | 2. Alpencup in Valdidentro, 21. bis 23. Dezember 2018 |
| ----------------------------------------------------- | ----------------------------------------------------- | ----------------------------------------------------- | ----------------------------------------------------- | ----------------------------------------------------- |
| Datum                                                 | Disziplin                                             | Erster Platz                                          | Zweiter Platz                                         | Dritter Platz                                         |
| 21. Dezember 2018                                     | Sprint Freistil                                       | Laurien van der Graaff                                | Ilaria Debertolis                                     | Victoria Carl                                         |
| 22. Dezember 2018                                     | 10 km Freistil                                        | Elisa Brocard                                         | Anouk Faivre Picon                                    | Katharina Hennig                                      |
| 23. Dezember 2018                                     | 10 km klassisch Massenstart                           | Antonia Fräbel                                        | Anouk Faivre Picon                                    | Anna Comarella                                        |

| 3. Alpencup in Nové Město na Moravě, 4. bis 6. Januar 2019 | 3. Alpencup in Nové Město na Moravě, 4. bis 6. Januar 2019 | 3. Alpencup in Nové Město na Moravě, 4. bis 6. Januar 2019 | 3. Alpencup in Nové Město na Moravě, 4. bis 6. Januar 2019 | 3. Alpencup in Nové Město na Moravě, 4. bis 6. Januar 2019 |
| ---------------------------------------------------------- | ---------------------------------------------------------- | ---------------------------------------------------------- | ---------------------------------------------------------- | ---------------------------------------------------------- |
| Datum                                                      | Disziplin                                                  | Erster Platz                                               | Zweiter Platz                                              | Dritter Platz                                              |
| 4. Januar 2019                                             | Sprint klassisch                                           | Antonia Fräbel                                             | Fabiana Wieser                                             | Désirée Steiner                                            |
| 5. Januar 2019                                             | 10 km Freistil                                             | Antonia Fräbel                                             | Anna Comarella                                             | Sofie Krehl                                                |
| 6. Januar 2019                                             | 15 km klassisch Massenstart                                | Antonia Fräbel                                             | Anna Comarella                                             | Lydia Hiernickel                                           |

| 4. Alpencup in Planica, 8. bis 10. Februar 2019 | 4. Alpencup in Planica, 8. bis 10. Februar 2019 | 4. Alpencup in Planica, 8. bis 10. Februar 2019 | 4. Alpencup in Planica, 8. bis 10. Februar 2019 | 4. Alpencup in Planica, 8. bis 10. Februar 2019 |
| ----------------------------------------------- | ----------------------------------------------- | ----------------------------------------------- | ----------------------------------------------- | ----------------------------------------------- |
| Datum                                           | Disziplin                                       | Erster Platz                                    | Zweiter Platz                                   | Dritter Platz                                   |
| 8. Februar 2019                                 | Sprint Freistil                                 | Ilaria Debertolis                               | Elisa Brocard                                   | Lucia Scardoni                                  |
| 9. Februar 2019                                 | 10 km klassisch                                 | Lucia Scardoni                                  | Sara Pellegrini                                 | Nadine Herrmann                                 |
| 10. Februar 2019                                | 15 km Freistil Massenstart                      | Ilaria Debertolis                               | Laura Chamiot Maitral                           | Elisa Brocard                                   |

| 5. Alpencup am Le Brassus, 2. bis 3. März 2019 | 5. Alpencup am Le Brassus, 2. bis 3. März 2019 | 5. Alpencup am Le Brassus, 2. bis 3. März 2019 | 5. Alpencup am Le Brassus, 2. bis 3. März 2019 | 5. Alpencup am Le Brassus, 2. bis 3. März 2019 |
| ---------------------------------------------- | ---------------------------------------------- | ---------------------------------------------- | ---------------------------------------------- | ---------------------------------------------- |
| Datum                                          | Disziplin                                      | Erster Platz                                   | Zweiter Platz                                  | Dritter Platz                                  |
| 2. März 2019                                   | 10 km Freistil                                 | Laura Chamiot Maitral                          | Coralie Bentz                                  | Hailey Swirbul                                 |
| 3. März 2019                                   | 15 km klassisch Verfolgung                     | Julia Belger                                   | Hailey Swirbul                                 | Laura Chamiot Maitral                          |

| 6. Alpencup in Oberwiesenthal, 15. bis 17. März 2019 | 6. Alpencup in Oberwiesenthal, 15. bis 17. März 2019 | 6. Alpencup in Oberwiesenthal, 15. bis 17. März 2019 | 6. Alpencup in Oberwiesenthal, 15. bis 17. März 2019 | 6. Alpencup in Oberwiesenthal, 15. bis 17. März 2019 |
| ---------------------------------------------------- | ---------------------------------------------------- | ---------------------------------------------------- | ---------------------------------------------------- | ---------------------------------------------------- |
| Datum                                                | Disziplin                                            | Erster Platz                                         | Zweiter Platz                                        | Dritter Platz                                        |
| 15. März 2019                                        | Sprint Freistil                                      | Katerina Janatova                                    | Ilaria Debertolis                                    | Petra Hynčicová                                      |
| 16. März 2019                                        | 10 km klassisch Massenstart                          | Antonia Fräbel                                       | Kateřina Razýmová                                    | Lisa Unterweger                                      |
| 17. März 2019                                        | 10 km Freistil Verfolgung                            | Kateřina Razýmová                                    | Antonia Fräbel                                       | Hailey Swirbul                                       |

### Gesamtwertung Frauen
| Rang | Name                  | Punkte |
| ---- | --------------------- | ------ |
| 1.   | Antonia Fräbel        | 821    |
| 2.   | Lydia Hiernickel      | 460    |
| 3.   | Ilaria Debertolis     | 451    |
| 4.   | Laura Chamiot Maitral | 427    |
| 5.   | Nadine Herrmann       | 376    |
| 6.   | Sara Pellegrini       | 329    |
| 7.   | Elisa Brocard         | 290    |
| 8.   | Coralie Bentz         | 283    |
| 9.   | Katherine Sauerbrey   | 277    |
| 10.  | Anna Comarella        | 274    |
| 10.  | Katerina Janatova     | 274    |
| 12.  | Cristina Pittin       | 259    |
| 13.  | Francesca Franchi     | 251    |
| 14.  | Juliette Ducordeau    | 248    |

| Rang | Name               | Punkte |
| ---- | ------------------ | ------ |
| 15.  | Alina Meier        | 245    |
| 16.  | Lucia Scardoni     | 242    |
| 17.  | Stefanie Arnold    | 215    |
| 18.  | Julia Belger       | 210    |
| 19.  | Kateřina Razýmová  | 202    |
| 20.  | Lisa Unterweger    | 201    |
| 21.  | Lena Quintin       | 199    |
| 22.  | Anita Klemenčič    | 193    |
| 23.  | Fabiana Wieser     | 188    |
| 24.  | Emilie Bulle       | 185    |
| 25.  | Petra Hynčicová    | 175    |
| 26.  | Anouk Faivre Picon | 173    |
| 27.  | Sofie Krehl        | 172    |
| 28.  | Lea Fischer        | 167    |

| Rang | Name                   | Punkte |
| ---- | ---------------------- | ------ |
| 29.  | Francesca Baudin       | 132    |
| 30.  | Barbara Walchhofer     | 127    |
| 31.  | Sandra Schützová       | 119    |
| 32.  | Celine Mayer           | 118    |
| 33.  | Coletta Rydzek         | 113    |
| 34.  | Martina Bellini        | 111    |
| 35.  | Victoria Carl          | 105    |
| 36.  | Laurien van der Graaff | 100    |
| 37.  | Désirée Steiner        | 96     |
| 38.  | Jasmin Berchtold       | 95     |
| 39.  | Anna Sixtová           | 90     |
| 40.  | Delphine Claudel       | 85     |

| Endstand (Top 10) |                    |        |
| \| Rang \| Name \| Punkte \| \| ---- \| ------------------ \| ------ \| \| 01 \| Barbora Havlíčková \| 936 \| \| 02 \| Lisa Lohmann \| 755 \| \| 03 \| Jessica Löschke \| 723 \| \| 04 \| Flora Dolci \| 500 \| \| 05 \| Alexandra Danner \| 459 \| \| 06 \| Anna-Maria Dietze \| 371 \| \| 07 \| Nicole Monsorno \| 351 \| \| 08 \| Giuliana Werro \| 332 \| \| 09 \| Kim Hager \| 331 \| \| 10 \| Anja Weber \| 317 \| |                    |        |
| Rang | Name               | Punkte |
| 01 | Barbora Havlíčková | 936    |
| 02 | Lisa Lohmann       | 755    |
| 03 | Jessica Löschke    | 723    |
| 04 | Flora Dolci        | 500    |
| 05 | Alexandra Danner   | 459    |
| 06 | Anna-Maria Dietze  | 371    |
| 07 | Nicole Monsorno    | 351    |
| 08 | Giuliana Werro     | 332    |
| 09 | Kim Hager          | 331    |
| 10 | Anja Weber         | 317    |